# Sylvicola nubilipennis
Sylvicola nubilipennis är en tvåvingeart som först beskrevs av Tollet 1956.  Sylvicola nubilipennis ingår i släktet Sylvicola och familjen fönstermyggor.
Artens utbredningsområde är Kongo. Inga underarter finns listade i Catalogue of Life.